# Litla Flatøya
Ne doit pas être confondu avec Flatøya ou Stora Flatøya.
Litla Flatøya est une île norvégienne dans le comté de Hordaland. Elle appartient administrativement à Kolbeinsvik.

## Géographie
Rocheuse et couverte d'une légère végétation, elle s'étend sur environ 349 m de longueur pour une largeur approximative de 164 m.